# The Real Housewives of Munich
The Real Housewives of Munich ist eine deutsche Reality-TV-Serie, das 2024 auf dem Streamingdienst RTL+ veröffentlicht wurde. Es handelt sich um den ersten deutschsprachigen Ableger der international erfolgreichen Reality-TV-Franchise The Real Housewives, die ursprünglich in den Vereinigten Staaten von Bravo entwickelt wurde. Die Serie begleitet eine Gruppe wohlhabender Frauen aus München und Umgebung und bietet Einblicke in deren beruflichen und privaten Alltag, zwischen Glamour, Konflikten und Luxusleben.
Aufgrund schwächelner Abrufzahlen entschied sich RTL+, die Serie nach sechs Folgen nicht fortzusetzen.

## Inhalt
Im Mittelpunkt der Serie stehen mehrere Münchnerinnen, die in sozialen Netzwerken oder im lokalen Jetset bereits eine gewisse Bekanntheit genießen. Die Show dokumentiert ihre Freundschaften, Spannungen, Geschäftsprojekte sowie das gesellschaftliche Leben zwischen Champagnerempfängen, Designerboutiquen und opulenten Abendveranstaltungen. Neben gemeinsamen Events werden auch Einblicke in die jeweiligen Familien und Wohnverhältnisse der Protagonistinnen gegeben.
Ähnlich wie bei anderen Ablegern des Franchises folgt die Serie dem typischen Mix aus persönlichen Interviews, Gruppendynamik und eskalierenden Konflikten, etwa bei gemeinsamen Reisen oder Feierlichkeiten.

## Besetzung
| Name           | Hintergrund                                                              | Episoden | Episoden | Episoden | Episoden | Episoden | Episoden |
| Name           | Hintergrund                                                              | 1        | 2        | 3        | 4        | 5        | 6        |
| -------------- | ------------------------------------------------------------------------ | -------- | -------- | -------- | -------- | -------- | -------- |
| Joana Danciu   | Modedesignerin                                                           |          |          |          |          |          |          |
| Natalie Fuchs  | Immobilienmaklerin                                                       |          |          |          |          |          |          |
| Seher Künstner | Immobilienkauffrau und Ambassador für Frauennetzwerke und Werbepartner   |          |          |          |          |          |          |
| Pegah Parastar | Leistungssachbearbeiterin                                                |          |          |          |          |          |          |
| Carina Wild    | Unternehmerin, Geschäftsführerin                                         |          |          |          |          |          |          |
| Lili Wilmes    | Hausfrau, ehemalige Unternehmensberaterin                                |          |          |          |          |          |          |
| Gastauftritte  |                                                                          |          |          |          |          |          |          |
| Djamila Celina | niederländische DJane, Darstellerin bei The Real Housewives of Amsterdam |          |          |          |          |          |          |

## Veröffentlichung
Die erste Staffel wurde erstmals 6. Juni 2024 angekündigt. Am 27. Juni 2024 fand im Filmtheater Sendlinger Tor die Weltpremiere in München statt. Am dem 6. Juli 2024 wurden die sechs Folgen in Doppelfolgen jeweils samstags veröffentlicht, wodurch die letzten zwei Folgen bereits am 20. Juli 2024 veröffentlicht wurden.

## Rezeption
Die Kritiken für die erste Staffel fielen eher mäßig aus.
- Timo Niemeier von DWDL.de merkte an, dass das Format „hier und da aber zu gescripted.“ wirkt und merkte an, dass die eigentlich aus Düsseldorf stammende Nathalie Fuch „der Star der ersten Folgen“ ist.[4]
- Carla Gospodarek merkte auf T-Online an, dass die Serie „trotz ihrer Inhaltslosigkeit [...] durch die abgehobene Schrulligkeit der Protagonistinnen“ unterhalten würde, merkte aber gleichzeitig an, dass die Serie „zugleich permanente Fremdscham-Gefahr und fassungslose „Hat sie das wirklich gerade gesagt?“-Momente“ mitbringt.[5]
- Auf Simone Deckner fiel nach der sechsten Folge ihr Urteil und merkte an, dass „die sechs Protagonistinnen bis zum Schluss auch nicht zu wissen scheinen, was sie überhaupt miteinander anfangen sollen.“ und man bis zum Schluss keine echte Sympathie oder Antipathie entwickeln konnte.[6]